# هر طور خدایان بخواهند
هر طور خدایان بخواهند (ژاپنی: 神さまの言うとおり هپبورن: Kami-sama no Iu Tōri) یک مجموعه مانگای ژاپنی است که توسط مونه‌یوکی کانه‌شیرو نوشته شده و به‌وسیلهٔ آکجی فوجیمورا مصورسازی شده است. این مجموعه از دو بخش تشکیل شده است. این سری برای اولین بار در فوریه ۲۰۱۱ و در بیست و هشتمین نسخه از مجله بساتسو شونن توسط انتشارات کودانشا به چاپ رسید، و فصل آخر آن در سی و هشتمین شماره و در تاریخ ۹ اکتبر ۲۰۱۲ منتشر شد و فصل‌های جداگانه آن مجموعاً در پنج جلد تانکوبون جمع‌آوری شد. دنبالهٔ این مانگا تحت عنوان هر طور خدایان بخواهند: دومین مجموعه در مجله ویکلی شونن از ژانویه ۲۰۱۳ تا دسامبر ۲۰۱۶ به چاپ رسید و فصل‌های آن در بیست و یک جلد تانکوبون گردآوری شدند.
بر پایه بخش اول این مانگا یک فیلم سینمایی به همین نام و به کارگردانی تاکاشی میکه توسط توهو دستمایه اقتباس قرار گرفت که در ۱۵ نوامبر ۲۰۱۴ در کشور ژاپن پخش شد.

## داستان

### هر طور خدایان بخواهند
در طول یکی از روزها در دبیرستان، تاکاهاتا شون شاهد انفجار سر معلمش است و پس از آن او و همکلاسی‌هایش مجبور می‌شوند بازی‌های کودکانه‌ای مانند داروما-سان گا کوروندا را با میخ‌های کشنده انجام دهند. آن‌ها بدون هیچ پیش‌زمینه‌ای که چه کسی پشت این بازی مرگبار و مرموز است، و هیچ راهی برای دانستن اینکه چه زمانی سرانجام به پایان خواهد رسید، تنها کاری که شون و دیگر دانش‌آموزان می‌توانند انجام دهند این است که به تلاش خود برای برنده شدن ادامه دهند. بازی‌های متعددی در ادامه پشت سر یکدیگر می‌آیند که هر کدام تلفات و قربانی بیشتری در پی دارند. سپس شون با تاکرو آمایا روبرو می‌شود، پسر جوان عضلانی و آشفته‌ای که از این اتفاقات لذت زیادی می‌برد. او یک روان‌آزار بود و با وجود اینکه از نظر شخصیتی دو نقطه مقابل یکدیگر هستند، می‌توانند با یکدیگر همکاری کنند.
جلد آخر، خالق بازی‌ها، کامیمارو را نشان می‌دهد که آخرین بازی‌های خود را با تمام برندگان باقی‌مانده آغاز می‌کند. شون و آمایا سعی می‌کنند او را با «بمب‌های» جادویی که برای یکی از بازی‌ها استفاده می‌شود، بکشند، اما خودشان با سلاح‌های خودشان زخمی می‌شوند و در نتیجه، به دلیل تلاش برای فریب خدا، در آستانه مرگ قرار می‌گیرند.

### هر طور خدایان بخواهند: دومین مجموعه
در بازه زمانی مشابه با بخش اول، یاسوتو آکاشی در روز شروع بازی‌ها، پس از دعوا با بهترین دوستش، سنیچی آئویاما، از مدرسه فرار کرد. زمانی که همکلاسی‌هایش در بازی‌های مدرسه با هم رقابت می‌کردند، آکاشی و دیگر دانش‌آموزانی که از مدرسه غیبت کرده‌اند، برای بقا باید در مجموعه‌ای جداگانه از بازی‌ها به رقابت بپردازند.